# Elvis and Anabelle
Elvis and Anabelle è un film del 2007 diretto da Will Geiger.

## Trama
Cresciuta da una madre molto ambiziosa, Anabelle è in gara per vincere il titolo di "Miss Texas Rose" quando muore tragicamente a causa di un disturbo alimentare durante la cerimonia di incoronazione.
La sua salma finisce sul tavolo di imbalsamazione di Elvis Moreau, un giovane il cui senso del dovere di famiglia e l'amore per il padre invalido gli impediscono di seguire i suoi sogni.
Quando Anabelle miracolosamente si risveglia sul tavolo di imbalsamazione di Elvis, tra i due si instaura una inaspettata complicità. Aiutandosi reciprocamente (e grazie anche al padre di Elvis), scoprono amore, libertà e felicità da cui erano stati esclusi a causa della loro vita quotidiana e dei loro demoni interiori.